# Garcia Fernandes
Garcia Fernandes (Portugal, c.1514 - c. 1565) foi um pintor português de meados do século XVI.
Foi aluno da Oficina de Jorge Afonso, tendo aí colaborado com outros artistas do período manuelino como Gregório Lopes, Cristóvão de Figueiredo, Pero Vaz e Gaspar Vaz. Jorge Afonso tinha-o em alta conta, como se conclui do facto de haver dito ao rei D. Manuel I que ele poderia vir a ser um novo Francisco Henriques.
Em 1518-1519, juntamente com Gregório Lopes, Cristóvão de Figueiredo e outros, entre os quais sete pintores flamengos, trabalhava nas obras da Relação de Lisboa, sob a chefia de Francisco Henriques. Este mestre teria falecido em 1518, vítima da peste, e Garcia Fernandes comprometeu-se a casar com uma das suas filhas, com que teve, pelo menos, nove filhos, sucedendo a Francisco Henriques na chefia da obra da Relação, o que constitui prova de grande prestígio de que já desfrutava. Foi-lhe então prometido ser nomeado passavante, mas viu-se preterido nesta pretensão por António de Holanda. Cerca de 1519, já casado, continuava a obra de Francisco Henriques, completando o coruchéu do Limoeiro.
Em 1533-1534, em conjunto com Cristóvão de Figueiredo e Gregório Lopes, e ainda com Cristóvão de Utreque, encontrava-se em Lamego, onde produziu três retábulos para o Mosteiro de Ferreirim.
Numa petição apresentada em 1540 ao rei D. João III, queixando-se da falta de cumprimento de promessas que lhe haviam sido feitas, diz ter trabalhado nas obras de Coimbra (Mosteiro de Santa Cruz e Universidade de Coimbra), na Igreja de São Francisco em Évora (três painéis para o transepto), em Leiria, Montemor-o-Novo, além de outras para a Índia e no Retábulo de Santo Elói, em Lisboa.
Manuel André, seu discípulo, diz que ele pintou um quadro na Santa Casa da Misericórdia de Lisboa, de cuja mesa fazia parte em 1521.

## Obras atribuídas
Através deste testemunho José de Figueiredo atribui-lhe o quadro Os Desposórios ou O Casamento da Virgem, da Misericórdia, hoje no Museu de São Roque, obra datada de 1541 e que parece representar o casamento do rei D. Manuel I ou de D. João III. Ultimamente este quadro tem sido interpretado com o Casamento de Santo Aleixo.
José de Figueiredo atribui-lhe também uma Pietà da Igreja de São Francisco de Évora. Reynaldo dos Santos é de parecer que as obras de Garcia Fernandes em São Francisco de Évora devem ser os retábulos das capelas do cruzeiro, datáveis de 1530-1540 e aliás com afinidades estilísticas com as pinturas do Mosteiro de Ferreirim: Anjo Custódio, São Francisco e São Miguel. Túlio Espanca diz que ele interveio, de facto, na feitura dos ditos retábulos, executados cerca de 1535, e bem assim na da Pietà. Têm intimas afinidades de técnica e de estilo com estas obras a Anunciação e a Morte da Virgem (Museu Grão Vasco) do Mosteiro de Ferreirim, que constituem sem dúvida o seu quinhão neste conjunto. Pelas mesmas razões, devem também considerar-se da sua autoria as tábuas Santo António, São Sebastião e São Vicente da Igreja de Santa Cruz de Coimbra. Estes três grupos - Évora, Mosteiro de Ferreirim e Coimbra - constituem, pois, a base de identificação da sua obra.
Reynaldo dos Santos entende que se podem atribuir com segurança a este pintor: o Tríptico da Aparição de Cristo à Virgem, do Museu Nacional Machado de Castro, de Coimbra, datado de 1531, que lhe fora atribuído por Luciano Freire; os dois quadros Aparição de Cristo à Virgem e Ressurreição, da Igreja das Chagas, em Vila Viçosa, datados de 1536, atribuição esta feita por José de Figueiredo; Apresentação do Menino no Templo, do Museu Nacional de Arte Antiga, datado de 1538; e ainda o painel da Misericórdia de Lisboa, de 1541, já referido. José de Figueiredo atribui-lhe mais Retábulo do Mosteiro da Trindade, do Museu Nacional de Arte Antiga. Aarão de Lacerda dá-lhe conjecturalmente A Assunção da Virgem da Igreja de Sardoura. Também lhe tem sido atribuído o Políptico de São Miguel, da Colecção Duque de Palmela. José de Figueiredo julga ainda que Garcia Fernandes deve ter colaborado no Políptico de Santa Auta, da Igreja da Madre de Deus, hoje no Museu Nacional de Arte Antiga, sendo igualmente seu um painel em tábua, na Igreja da Misericórdia, em Sesimbra, representando Nossa Senhora de Misericórdia.
Passando a Lisboa, deixou obras no Convento da Trindade e na Sé de Lisboa.
Nas suas obras vêem-se introduzidos, pela primeira vez, elementos orientais. Em 1540, Garcia Fernandes, refere que executou trabalhos para a Índia, provavelmente a sua Santa Catarina que esteve exposta na Catedral de Velha Goa. A sua tela Anunciação, hoje no Museu Nacional Soares dos Reis, inclui uma representação de uma jarra de porcelana Ming.
Deu mostras de uma atenção especial à arquitetura, cujos edifícios criava diretamente a partir da régua e do compasso, cujos traços vincados são observáveis nos painéis.
Garcia Fernandes manteve, sobretudo na década de 1530, o hábito de datar os seus quadros, o que facilita bastante o estudo da sua evolução.
São da sua autoria a Anunciação da Virgem (Museu Nacional Machado de Castro), Santo António pregando aos peixes (Museu Nacional de Arte Antiga) e Políptico dos Santos Mártires Veríssimo, Máxima e Júlia (Museu Carlos Machado).